# 賀革
賀革（479年—540年），字文明，会稽郡山阴县（今浙江省绍兴市）人，南朝梁官员、儒学者，賀瑒之子，贺季之兄。
賀革年轻时通《三礼》，长大后，对于《孝经》、《论语》、《毛诗》、《左传》都有研究。初任晋安王国侍郎，兼太学博士。为湘東王蕭繹侍读。梁武帝命他在永福省为邵陵王蕭綸、湘東王蕭繹、武陵王蕭紀講礼。出为湘東王府行参軍，转任尚書儀曹郎。担任秣陵县令，转任国子博士。講学，从学生徒常有数百人。出为湘東王蕭繹西中郎諮議参軍、兼江陵县令。蕭繹初置江陵府学，賀革兼荆州儒林祭酒，讲授《三礼》。荊州官员听賀革讲学者很多。前后二度监察南平郡，被吏民所德。加貞威将軍、兼平西長史、南郡太守。在荆州历为郡太守、县令，所得俸禄，不给妻儿，专拟还乡造寺，以表示感思。大同六年（540年），賀革在官任上去世。享年六十二岁。